# Delete

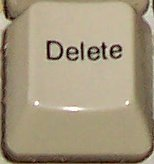

Delete (às vezes abreviada por Del) é uma tecla de teclado de computador cuja função é apagar elementos. Em um editor de texto, a tecla apaga o caractere apontado pelo cursor, movendo os caracteres seguintes para uma posição anterior, preenchendo o espaço deixado pelo caractere removido. Em um gerenciador de arquivos ou alguns outros aplicativos de manipulação de sistema de arquivos, a tecla serve como um comando genérico para eliminar arquivos e pastas.
A palavra é também um neologismo para apagar.

## Neologismo
A palavra tem suas raízes no latim: delere (apagar). Passou do francês para o inglês no século XV. Na língua portuguesa, acabou derivando no adjetivo indelével, e, no virar do milênio, com a era da informática, a palavra, na forma de verbo e com seu sentido original (deletar), reaparece no português proveniente do inglês. Como verbo, a palavra "deletar" já se encontra nos dicionários de língua portuguesa mais recentes, como verbo transitivo direto.